# Mor (Tiroler Adelsgeschlecht)

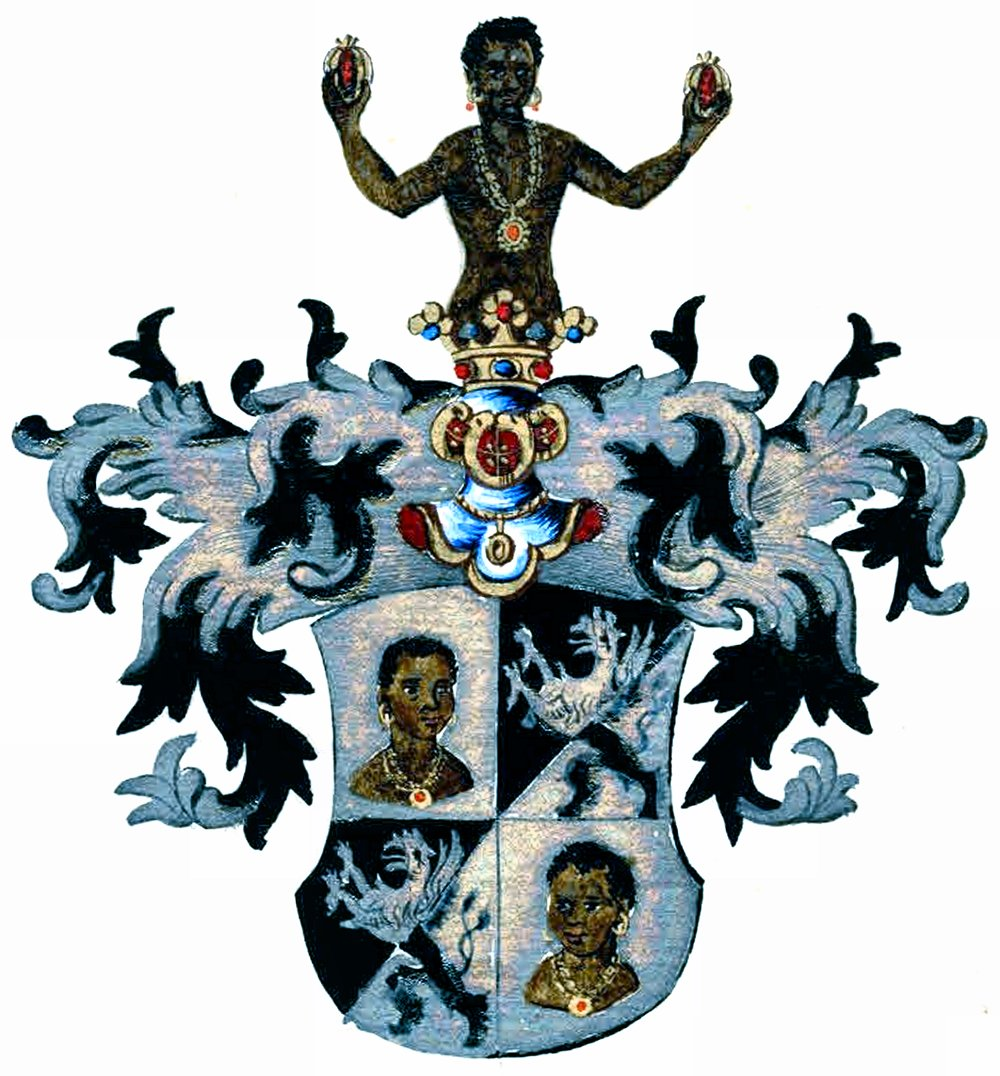
Wappen derer von Mor zu Sunnegg und Morberg (1668)

Mor zu Sunnegg und Morberg (auch Mör, Mohr, Mohren etc.) war ein einflussreiches Tiroler Adelsgeschlecht, das zu den Ratsgeschlechtern der Städte Innsbruck, Bruneck und Lienz zählte, wo sie zahlreiche Bürgermeister und Ratsherren stellten. Als begüterte Bürger der Stadt Innsbruck sind die Mor seit 1309 nachweisbar. Das älteste bekannte Wappensiegel ist aus dem Jahre 1353 bekannt. Ab dem 16. Jahrhundert wurden Familienzweige nach ihren Ansitzen Sunnegg (Sonneck) und Morberg in Bruneck bezeichnet. Der Familienname wurde um die Prädikate "von (oder zu) Sunnegg und Morberg" ergänzt. Die Familie ist zu unterscheiden von den Grafen von Mohr und den Grafen von Morenberg, zu denen keine Stamm- und Wappenverwandtschaft bestand.

## Geschichte
Die Mor waren ursprünglich ein Ratsgeschlecht der Stadt Innsbruck, das mit Christian dem Mören 1309 bis 1332 erstmals erscheint. Eine sichere Stammreihe beginnt mit dem Bürger zu Innsbruck, Heinrich dem Mören, der urkundlich 1331–1340 erwähnt wird. Schon um das Jahr 1300 besaßen sie das Bürgerrecht der Stadt Innsbruck.
Am 10. Dezember 1514 bestätigte Kaiser Maximilian I. dem "Hansen, Lucasen, Gabrieln und Casparn Moren" ihr althergebrachtes Wappen und verlieh ihnen einen Wappenbrief. Zugleich erhob er die vier Brüder in den Reichsadelsstand. Unter diesen teilte sich das Geschlecht in vier Stammlinien.
Am 1. Februar 1557 erhält Hieronymus Mor von König Ferdinand I. einen Adels- und Wappenbrief zu Regensburg mit dem rittermäßigen Reichsadelsstand, Wappenbesserung und der Bewilligung sich von oder zu Sunegg und Morperg zu nennen.
Am 6. Mai 1668 erhob Kaiser Leopold I. die Brüder Georg und Adam Mor sowie deren Vettern Jacob und Christof Mor in den erbländisch-österreichischen, rittermäßigen zugleich Reichsadelsstand nebst den Prädikaten "von oder zu Sunnegg und Morberg" und bessert ihr gehabtes Wappen. Die Familie Mor stellte in Bruneck 10 Mal das Amt des Bürgermeisters sowie 40 Ratsherren der Stadt.
Ihr Vermögen investierten sie in den Erwerb von Grundbesitz, beziehungsweise von niederadeligen Herrschaften mit den damit verbunden Lehen. Unter Kaiser Maximilian I. erreichten sie das Recht ihr Wappen mit diesen Herrschaften zu mehren (Wappenmehrung). Spätestens ab 1585 hatten die Mor ihr Erbbegräbnis in der Stadtpfarrkirche zu Lienz. Das Geschlecht der Mor war ferner 1790 im Königreich Ungarn durch Kaiser Leopold II. immatrikuliert worden. Im Kaisertum Österreich und nach 1867 dienten Familienmitglieder in Staats- und Militärdiensten.

## Besitzungen (Auswahl)
- Burg Gratschberg, bis 1481 (Burglehn von Tirol, "Mohrenturm")
- Ansitz Morberg (Dietenheim)
- Ansitz Sunnegg, ab 1550 (Sonnegg, ehem. "Steinpeute", Dietenheim)
- Ansitz Grießburg (Klausen)
- Gut Anthof (Lienz)
- Gut Heißler (Tötschling)
- Grundbesitz  um Lienz ("Mohrenwald; Mohrenau; Mohrenfelder")
- Mohrenhaus (Rosengasse, Lienz)
- Haus der Mohr(en) (Stadtgasse, Bruneck)

## Wichtige Familienzweige
- Mor von Gratschberg
- Mor von oder zu Sunnegg und Morberg
- Mor zu Ainöd und Michelstetten
- von Mor-Merkl zu Sunnegg und Morberg
- Mor zu Lienz

## Wappen
- Das Stammwappen zeigt in Silber einen natürlichen Mohrenkopf mit enganliegender, unter dem Kinn gebundener Haube.
- Das Wappen in Innsbruck von 1409 zeigt aus einem Kronreif wachsend zwei gemeinsam einen Granatapfel haltende Arme.
- Das Wappen in Bruneck (Wandmalerei 15. Jahrhundert) zeigt in Silber einen natürlichen Mohrenkopf. Auf dem ungekrönten Stechhelm mit schwarz-weißen Decken ein übergehender, wachsender Mohr, in jeder Hand einen Granatapfel emporhaltend.
- Das gemehrte Wappen von 1668 ist geviert, 1. und 4. Feld in Silber: ein nach links gewendeter, natürlicher Mohrenkopf, welcher rechts einen rubinbesetzten, goldenen Ohrring trägt; 2. und 3. Feld in linksgeschrägt von Schwarz und Silber ein farbengewechselter Greif. Auf dem gekrönten Turnierhelm ein wachsender, natürlicher Mohr mit Ohrringen wie im Schilde und goldener Halskette, in jeder Hand einen natürlichen, aufgesprungenen Granatapfel emporhaltend.

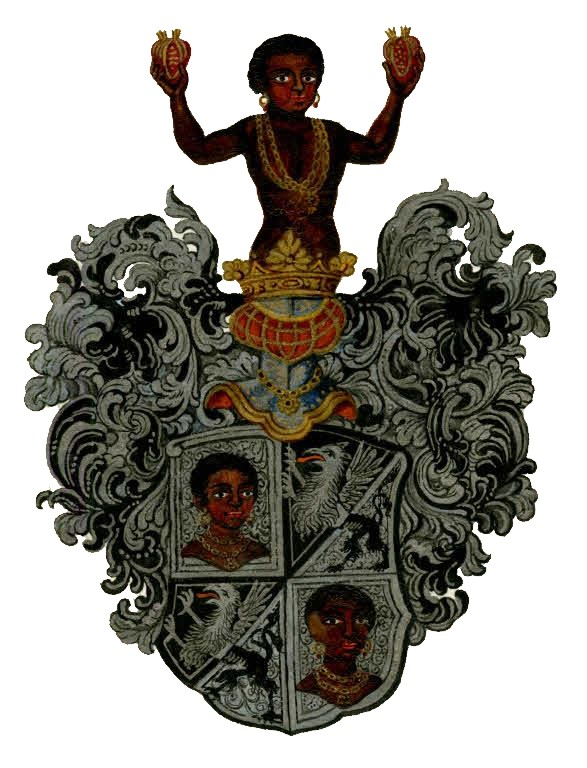
Wappen derer von Mor zu Sunnegg und Morberg, 1668
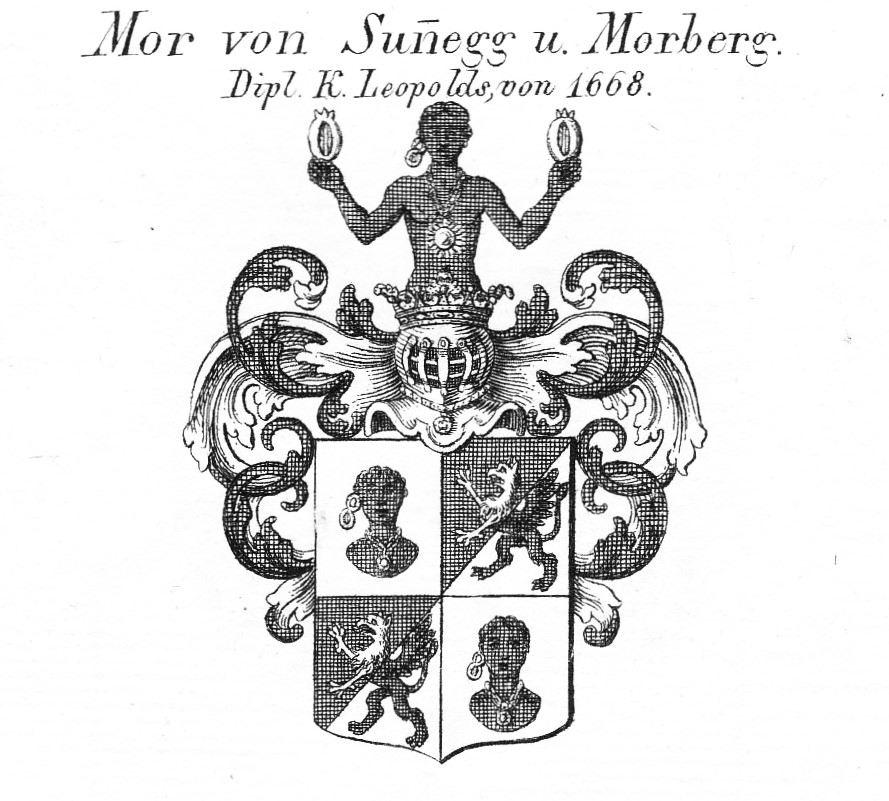
Wappen derer von Mor zu Sunnegg und Morberg, 1668

Die unterschiedlichen Familienzweige erfuhren ab dem 16. Jahrhundert zahlreiche weitere Wappenmehrungen und Standeserhöhungen für Reich und Erblande.

## Bedeutende Familienmitglieder
- Chunrat II. Mor (urkundl. 1438 bis 1456), Kaufmann und Politiker, seit 1445 Bürgermeister von Bruneck.
- Siegmund Mor (urkundl. ab 1477; † 1513), Politiker, Bürgermeister von Bruneck.
- Hans II. Mor (urkundl. ab 1513; † 1527), Politiker, Bürgermeister von Bruneck.
- Gabriel I. Mor (urkundl. 1513 bis 1555), Politiker, fürstlich Brixnerischer Zehenthauptmann im Pustertal, Ratsherr und Bürgermeister von Bruneck; (1525 Gesandter der Stadt nach Innsbruck und Meran anlässlich des Bauernaufstandes unter Michael Gaismair); ⚭ Katharina Reich von Reichenstein, "aus dem Inntale, Schwester des Hans Reich von Reichenstein".[2]
- Kaspar Mor († 1592), Politiker, Ratsherr und seit 1564 Bürgermeister von Bruneck, ab 1585 Bergrichter zu Lienz.
- Joachim Mor (urkundl. ab 1568; † 1613), Bürgermeister von Sterzing.
- Gabriel II. Mor (1573–1647), Politiker, Bürgermeister der Stadt und Vizepräfekt der Herrschaft Lienz.
- Therese von Mor zu Sunnegg und Morberg (1871–1945), österreichische Malerin.